# Raus (EP)
Raus ist eine EP des deutschen Rappers und Sängers Tua. Sie erschien am 13. Januar 2012 als digitale Veröffentlichung sowie als auf 1.000 Exemplare limitierte CD über das Musiklabel Chimperator Productions. Raus lässt sich stilistisch dem Genre Dubstep zuordnen.

## Hintergrund
Vor der Veröffentlichung von Raus trat Tua über einen längeren Zeitraum vor allem durch Kollaborationsprojekte in Erscheinung. Im Dezember 2010 wurde ein gemeinsames Album des Rappers mit dem Sänger Vasee unter dem Titel Evigila veröffentlicht. Des Weiteren wurde im Sommer 2011 bekannt gegeben, dass Tua mit seiner Gruppe Die Orsons einen Vertrag bei dem Major-Label Universal unterschrieben hat. Neben seiner musikalischen Tätigkeit bei Die Orsons arbeitete Tua auch an eigenen Aufnahmen. Raus stelle laut Aussage des Musikers die „Essenz“ dessen dar, was er innerhalb der vorherigen zweieinhalb Jahren an Soloarbeit aufgenommen habe. Während er auf Alben wie Evigila vor allem als Rapper in Erscheinung tritt, nutzt Tua für seine Soloveröffentlichungen melodischen Gesang. Aus seiner Sicht stelle der Gesang eine „logische Konsequenz“ seiner Arbeit dar. Zudem werde ihm die alleinige öffentliche Wahrnehmung seiner Person als Rapper nicht gerecht. Chimperator Productions kündigte Raus Ende November 2011 an. Der Titel beziehe sich laut Tua auf den Ausdruck „raus sein“, der in seinem Umfeld eine Umschreibung dafür darstellt, „wenn jemand sehr dicht ist, auf komische Ideen kommt, oder sich in sonst irgendeiner Art seltsam verhält.“ Dies treffe auf die „Stimmung der Platte“ sowie der Arbeitsweise des Musikers zu. Zudem stehe „Raus“ in der Tradition prägnanter Titel des Rappers wie Nacht, Grau und Stille. Die Veröffentlichung der Titelliste erfolgte am 20. Dezember 2011. Über den Musik-Internetfernsehsender tape.tv konnte Raus bereits vor der Veröffentlichung für einige Tage als Stream gehört werden.

## Titelliste

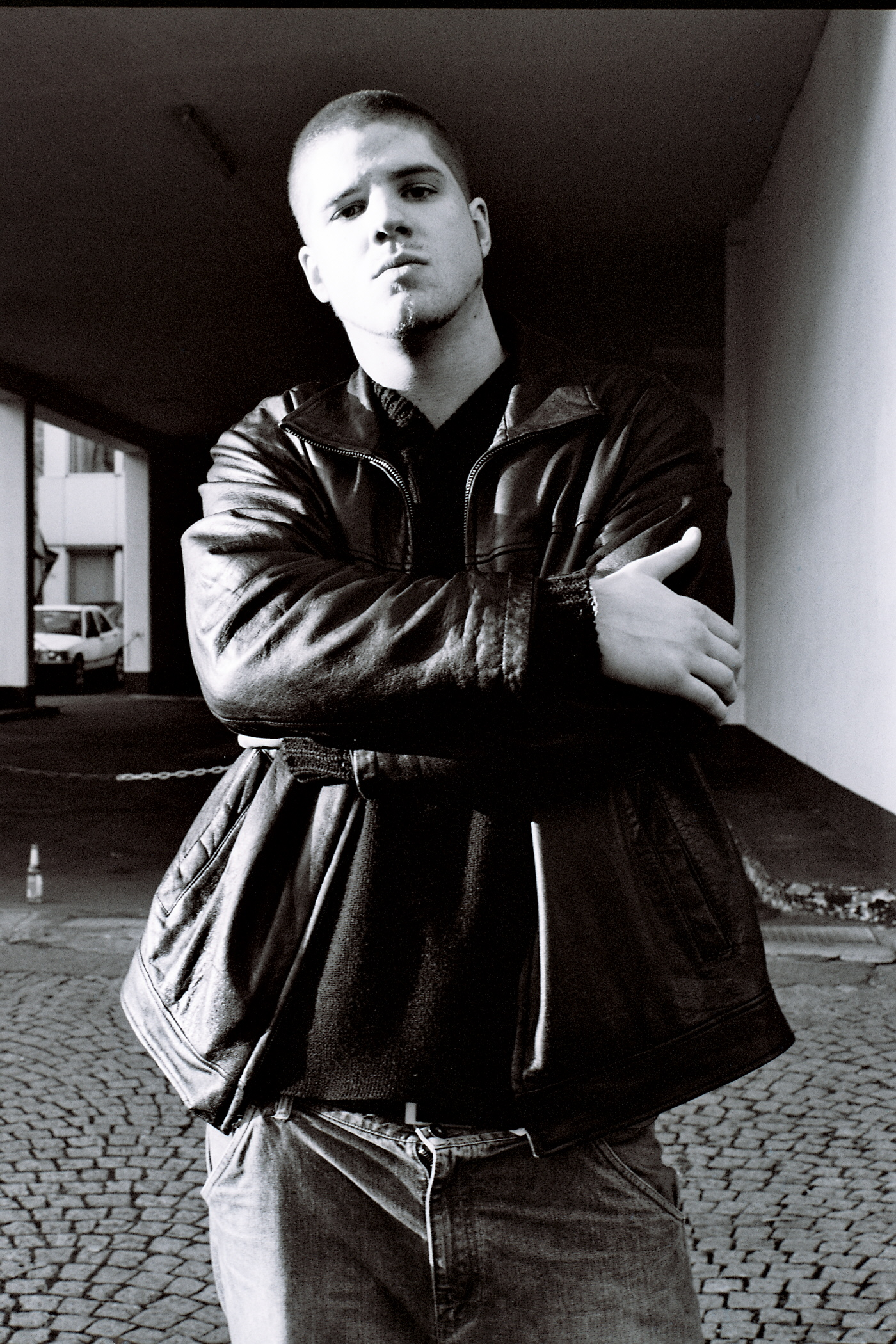
Tua (2010)

1. Raus
2. SHSFLS
3. Moment
4. Babylon
5. Nur du zählst
6. MP3 Player
7. Menetekel
8. Vadata
9. Stadt aus Heißluftballons

## Vermarktung
Im Vorfeld der Veröffentlichung der EP erschien das Stück Tust du noch so, eine Zusammenarbeit mit Chefket, zum kostenlosen Herunterladen. Tua stellte den Song über das soziale Netzwerk Facebook zur Verfügung. Heiligabend 2011 erschien die kostenlose EP (R)evigila, die aus Remixen zu acht Stücken des etwa ein Jahr zuvor erschienenen Albums Evigila von Tua und Vasee besteht. Des Weiteren veröffentlichte Tua einen „Prollstep Remix“ des Titels Moment.
Zu dem Lied Moment wurde ein Musikvideo gedreht. Eine weitere visuelle Umsetzung erfolgte in Form eines Video-Snippets, in dem die Lieder der EP angespielt werden, um dem Hörer einen Eindruck von der Veröffentlichung zu vermitteln. Wie bereits im Zuge der Vermarktung der EP Manx des Rappers Maeckes veröffentlichte Chimperator Productions ein Making-of, in dem Ausschnitte aus dem Entstehungsprozess des Beats zu MP3 Player präsentiert werden. Des Weiteren wurde ein Musikvideo zum Stück Vadata umgesetzt. Auch die Entstehung des Titellieds Raus wurde ausschnittsweise dokumentiert und veröffentlicht.
Etwa zwei Monate nach Veröffentlichung der EP erschien ein weiteres Video zum Titellied Raus. Ein Video zur Live-Version des Stücks wurde im Mai 2013 veröffentlicht.